# Centro de Educación y Museo del Holocausto de Illinois
El Centro de Educación y Museo del Holocausto de Illinois es un museo ubicado en Skokie, Illinois, cerca de Chicago.
Su declaración de misión es preservar el legado del Holocausto y honrar la memoria de las vidas perdidas. El Museo cumple su misión a través de la exhibición, preservación e interpretación de sus colecciones y a través de programas e iniciativas de educación que fomentan la promoción de los derechos humanos y la eliminación del genocidio.

## Historia
La Fundación Conmemorativa del Holocausto de Illinois, que administra el museo, comenzó como una pequeña operación de escaparate a lo largo de Main Street en 1981. La fundación y el pequeño museo se establecieron como respuesta al intento de un grupo neonazi de marchar a través de Skokie, en el que muchos sobrevivientes del Holocausto se habían asentado en las décadas posteriores a la Segunda Guerra Mundial.
El nuevo edificio del museo se abrió al público el 19 de abril de 2009, con la presencia del orador principal Bill Clinton y el invitado especial Elie Wiesel. El presidente Barack Obama habló a través de un mensaje de video grabado, al igual que Shimon Peres, presidente de Israel.
Los arreglos de seguridad en el museo se endurecieron después del tiroteo en el Museo Conmemorativo del Holocausto de Estados Unidos el 10 de junio de 2009.
También hay voluntarios del Servicio de Acción y Reconciliación por la Paz y del Servicio Conmemorativo del Holocausto de Austria (desde 2009) que trabajan para el museo.

## Centro Take a Stand
En 2017, el museo abrió el Centro Take a Stand. Se convirtió en el primer museo del mundo en emplear una nueva tecnología que permite a los visitantes interactuar con imágenes holográficas habladas de sobrevivientes del Holocausto. Conectada al teatro holográfico hay una exhibición sobre organizaciones e individuos que han promovido los derechos humanos, incluida la Declaración Universal de Derechos Humanos, y figuras como Ruby Bridges y Malala Yousafzai .

## Arquitectura

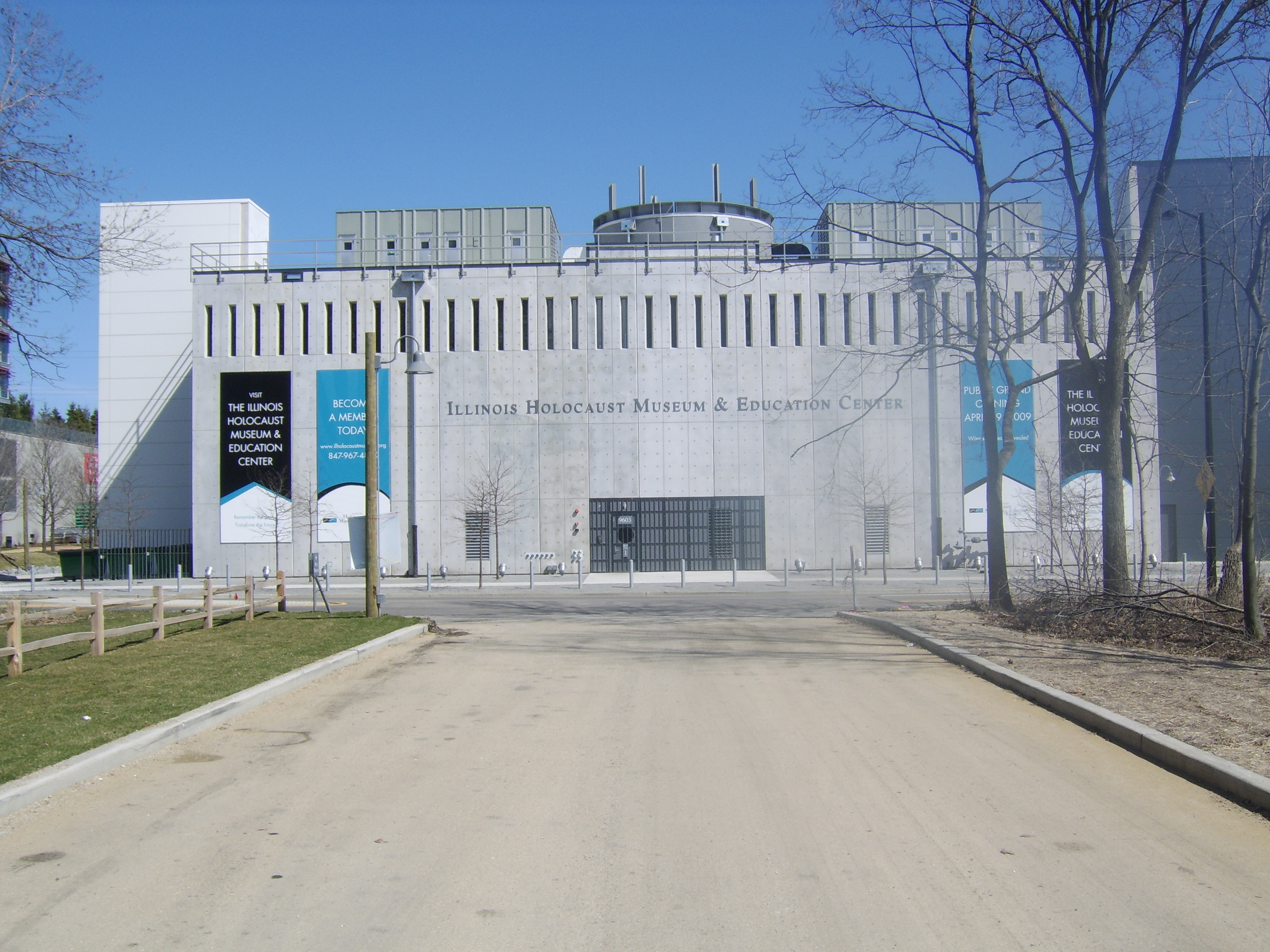
Vista del museo desde el oeste

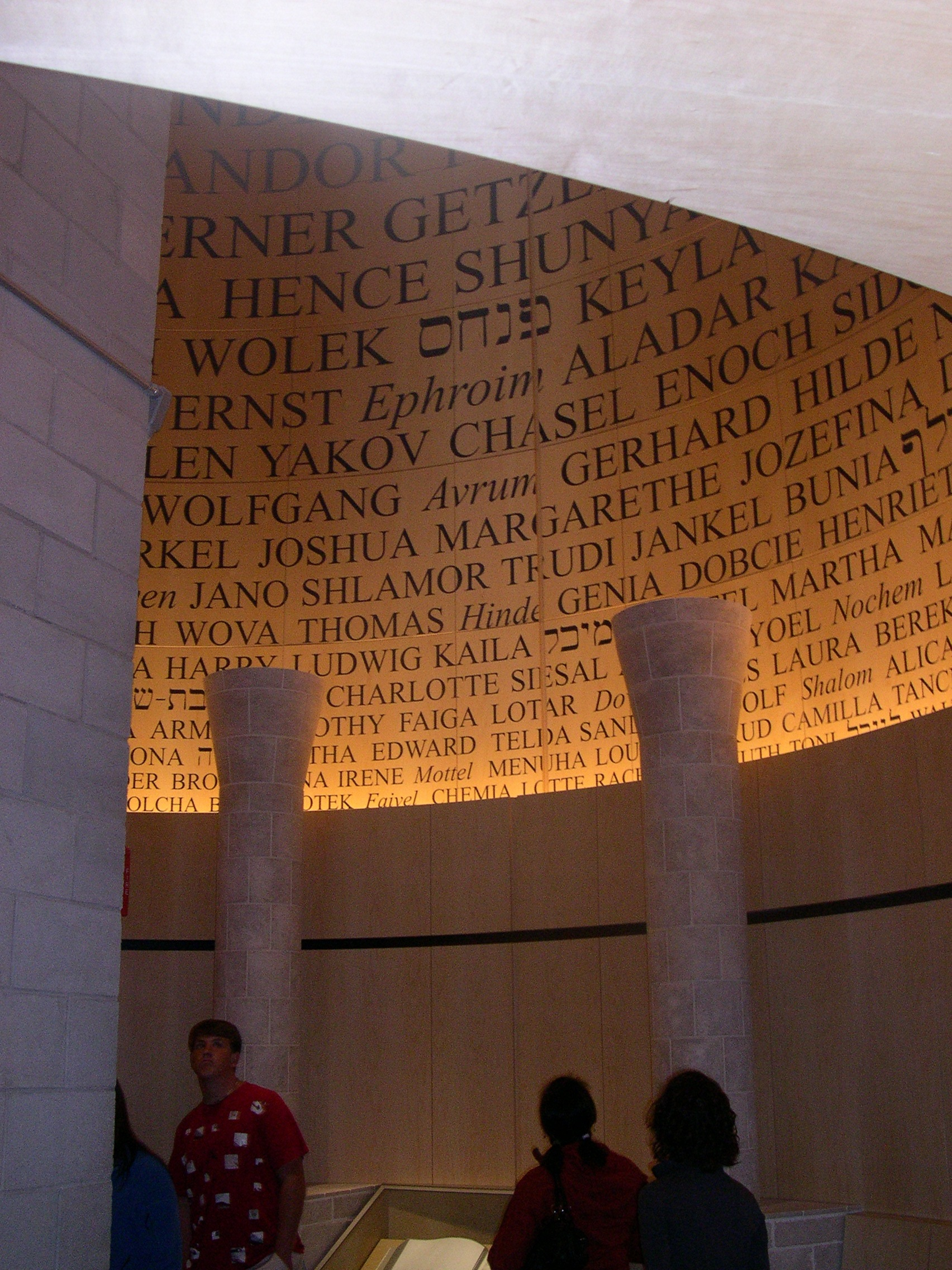
Sala del Recuerdo

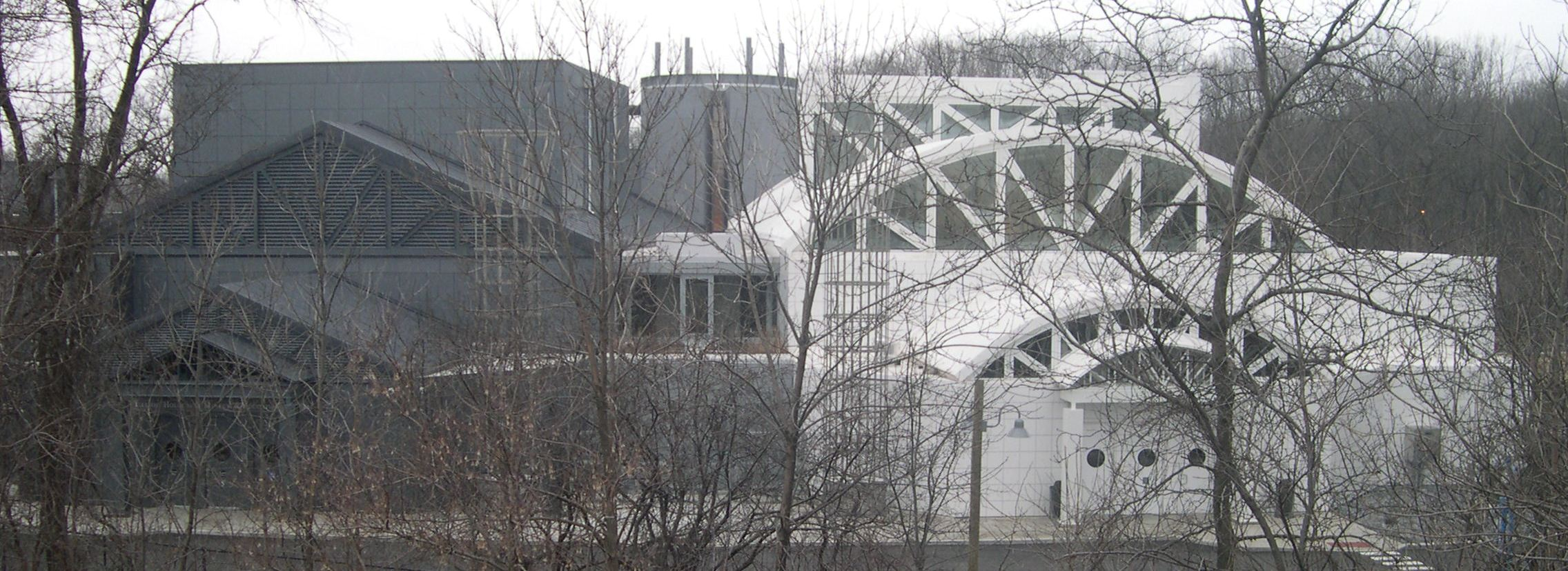
Vista del museo desde el este

El edificio fue diseñado por Stanley Tigerman. El interior y la exposición fueron codiseñados por Yitzchak Mais, ex director de Yad Vashem. La exposición del Holocausto ocupa el primer piso, junto al auditorio, el vestíbulo de entrada principal, los mostradores de información y membresía, el guardarropa, la tienda de regalos y la biblioteca.
El piso superior contiene las áreas de recuerdo, la galería de arte, la parte superior del auditorio y las oficinas. El sótano contiene aulas, una exposición para niños, una exposición sobre la historia del edificio y un área de conferencias.
El frente principal del edificio se divide en dos mitades. La mitad negra incluye las puertas de entrada y la mitad blanca incluye las puertas de salida. Entre las dos mitades del frente principal, hay objetos que parecen antorchas. El frente principal está ubicado en un callejón estrecho con un pequeño estacionamiento en su lado noreste. Una pendiente boscosa separa el museo de la carretera I-94. Como resultado, no se puede ver todo el frente desde ningún lugar.

## Ubicación y acceso
El museo está ubicado en la esquina noroeste de Skokie, al oeste de la autopista Edens Expressway (I-94). La salida más cercana es Old Orchard Road. Al este del museo también hay un derecho de vía de ferrocarril abandonado. Este derecho de paso se considera para una nueva extensión de la Línea Amarilla de la CTA, con una nueva estación terminal en las proximidades del museo. El museo ya es accesible a través de varias líneas de autobús cercanas: CTA líneas 205 y 54A, y Pace líneas 208 y 422.